# Mogo (Tchad)
Mogo est une localité et sous-préfecture dans le département Loug Chari de la région de Chari-Baguirmi au Tchad,.

## Histoire
Dans les années 1880, ce petit village des pêcheurs appelé entre temps en langue Baguirmi (Mog) ça signifie malchance. Et cela vient d'histoire très longtemps, lorsque les ancêtres de ces pécheurs traversent le chari en quittant Bousso qui était un grand village entre temps de l'autre côté du fleuve du Chari. Leur but est de faire de petits commerces en vente et achat des poissons. Alors des fois, ils rencontrent des difficultés dans leurs activités, et c'est la raison pour laquelle ils disent pourquoi aujourd'hui ce village est (mog tgana wa?) c'est-à-dire « malchance comme ça ». 
A cet effet, après la colonisation, les colonies françaises demandèrent les habitants quelle est le nom de ce village. 
Ils (les pêcheurs) répondaient, le village s'appelle mog. 
Donc les colonisateurs ont écrit Mogo. Dorénavant, cette commune est connue sur le nom (Mogo).[réf. nécessaire]